# Eublemma marmorata
Eublemma marmorata är en fjärilsart som beskrevs av Alfred Ernest Wileman och Reginald James West 1929.
Eublemma marmorata ingår i släktet Eublemma och familjen nattflyn. Inga underarter finns listade i Catalogue of Life.